# Элиэзер бен Уркенос
Элиэзер бен Уркенос (в русскоязычной традиции Элиэзер бен Гиркан или Элиэзер Великий; конец I века — первая половина II в.) — танна третьего поколения, ученик рабби Иоханана бен Заккай. Одно время считался автором агадическо-мидрашистского произведения, толкующего книгу Бытия, часть книги Исхода и некоторые места из книги Чисел, — так называемой «Пирке де рабби Элиэзер» (פרקי דרבי אליעזר).

## Биография
Нет точных сведений о ранних годах жизни Элиэзера бен Уркенос. До 22 лет (по другой версии до 28 лет) жил и работал в имении своего богатого отца в Галилее, а затем, решив изучать Тору, оставил дом и прибыл в Иерусалим в бейт-мидраш Иоханана бен Заккая. Иоханан бен Заккай так выразил высокое мнение о своем ученике: «Если бы всех мудрецов Израиля положить на одну чашу весов, а Элиэзера бен Уркенос на другую, он перевесил бы их всех» (Авот 2:8).
Во время Иудейской войны I взгляды Элиэзера бен Уркенос были близки к позиции зелотов в отличие от позиции его учителя. Он рассматривал оружие как украшение и считал, таким образом, позволительным его публичное ношение в субботу (Шаб. 6:4). Его ненависть к язычникам была столь велика, что он стремился как можно более строго ограничить контакт с ними евреев; он выступил против того, чтобы разрешить язычникам жертвовать на Храм и настаивал на определенных ограничениях при обращении в иудаизм. Незадолго до разрушения Иерусалимского храма римлянами в 70 году, Элиэзер бен Уркенос присоединился к Иоханану бен Заккай  в Явне и участвовал в основании нового Синедриона (Санх. 17б). Жена Элиэзера бен Уркенос, Имма Шалом, была сестрой раббана Гамлиэля II. Элиэзер бен Уркенос жил в Лоде, где создал свой бейт-мидраш. Самым выдающимся из его учеников был рабби Акива.